# Fegeo
En la mitología griega Fegeo (en griego antiguo: Φηγεύς) era un rey de Fegea o de Psófide (Arcadia), hijo de Alfeo o de Ínaco y Melia, que auxilió a Alcmeón cuando este huía perseguido por las Erinias. 
Alfesibea o Arsínoe, la hija de Fegeo, se casó con Alcmeón, pero fue abandonada al poco tiempo y no volvió a ver a su marido hasta que este volvió para recoger el collar y la túnica de Erífile, su madre. Para que Alfesibea se lo diera voluntariamente le dijo que sólo donándolo al oráculo de Delfos podría liberarse de las erinias que aún le perseguían, pero realmente lo quería porque su nueva mujer, Calírroe, se lo había pedido como condición para seguir con él. Alfesibea se lo entregó pensando ingenuamente que así volvería a recuperar a su marido, pero un sirviente indiscreto de Alcmeón reveló a Fegeo todo el engaño. Este ordenó a sus hijos que mataran a Alcmeón cuando saliese del palacio y Alfesibea, que no sabía nada, presenció horrorizada cómo sus hermanos mataban al que ella creía su fiel esposo. Sin dejar que su padre y sus hermanos se explicaran, los maldijo con morir antes de la siguiente luna nueva. Fegeo, intentando rehuir a la maldición, la encerró en un arca y mandó a sus hijos a que se purificasen en el templo de Apolo en Delfos. 
Al enterarse Callírroe de la muerte de Alcmeón, imploró a Zeus que permitiera que sus hijos, que eran todavía unos niños, pudieran vengar la muerte de su padre. El dios se apiadó de ella, e hizo que Acarnán y Anfótero pasaran inmediatamente a la edad adulta. Así, ambos hermanos complacieron el deseo de su madre dando muerte a Fegeo y a sus hijos.